# Белоозёрское сельское поселение
Се́льское поселе́ние «Белоозёрское» (бур. Сагаан Нуурын hомон) — муниципальное образование в Джидинском районе Бурятии Российской Федерации.
Административный центр — село Белоозёрск.

## История
Статус и границы сельского поселения установлены Законом Республики Бурятия от 31 декабря 2004 года № 985-III «Об установлении границ, образовании и наделении статусом муниципальных образований в Республике Бурятия»

## Население
| 2002  | 2011  | 2012  | 2013  | 2014  | 2015  | 2016  |
| ----- | ----- | ----- | ----- | ----- | ----- | ----- |
| 1876  | ↘1458 | ↘1409 | ↘1373 | ↘1347 | ↘1286 | ↘1258 |
| 2017  | 2018  | 2019  | 2020  | 2021  | 2023  | 2024  |
| ↘1203 | ↘1173 | ↘1136 | ↘1110 | ↘1025 | ↘989  | ↘970  |

## Состав сельского поселения
| № | Населённый пункт | Тип населённого пункта       | Население |
| - | ---------------- | ---------------------------- | --------- |
| 1 | Белоозёрск       | село, административный центр | ↘1011     |
| 2 | Нюгуй            | улус                         | ↘311      |
| 3 | Тасархай         | улус                         | ↘136      |